# 14853 Shimokawa
14853 Shimokawa eller 1989 SX är en asteroid i huvudbältet som upptäcktes den 30 september 1989 av de båda japanska astronomerna Kazuro Watanabe och Kin Endate vid Kitami-observatoriet. Den är uppkallad efter den japanske amatörastronomen Yoji Shimokawa.
Asteroiden har en diameter på ungefär 8 kilometer.